# Paulin Lemaire
Pour les articles homonymes, voir Lemaire.
Paulin Alexandre Lemaire est un gymnaste artistique français né le 18 décembre 1882 à Maubeuge et mort le 17 octobre 1932.

## Biographie
Paulin Lemaire est le fils d'un mouleur et d'une ménagère. Le Maubeugeois se marie en 1913 et exerce le métier de tourneur en fer.
Il fait partie de l'équipe de France de gymnastique et remporte la médaille de bronze au concours général par équipes aux Jeux olympiques d'été de 1920 à Anvers.